# Jürg Tanner
Jürg Tanner (ur. 7 sierpnia 1953), szwajcarski curler, mistrz świata z 1981, dwukrotny mistrz Europy z lat 1978 i 1981.
Tanner na arenie międzynarodowej zadebiutował w MŚJ 1977. Szwajcarzy pod jego przywództwem uplasowali się na 5. pozycji. W 1978 Tanner wygrał wszystkie swoje mecze na Mistrzostwach Europy, w finale zespół z Lozanny pokonał 6:5 Szwedów (Bertil Timan).
Dobra passa drużyn Tannera po wygraniu rywalizacji krajowej trwała nadal. Na MŚ 1980 Szwajcarzy zdobyli brąz po przegranym 6:9 półfinale przeciwko Norwegii (Kristian Sørum). Rok później Tanner również zakwalifikował się do fazy finałowej, w półfinale wyeliminował Kanadyjczyków (Kerry Burtnyk) 7:4. Złoty medal zdobył pokonując Stany Zjednoczone (Bud Somerville) dosyć niespotykanym wynikiem 2:1.
Sezon 1981/1982 także był udany, w Mistrzostwach Europy wygrał wszystkie spotkania, łącznie z półfinałem przeciwko Danii (Per Berg) oraz finałem ze Szwedami (Göran Roxin). By dostać się do fazy play-off Mistrzostw Świata 1982 obrońcy tytułu mistrzowskiego musieli wygrać tie-breaker z Włochami (Andrea Pavani). Dokonali tego wynikiem 8:3. W półfinale zwyciężyli 7:4 nad Niemcami (Keith Wendorf), Szwajcarzy w finale musieli uznać wyższość Kanadyjczyków (Al Hackner). Pod koniec roku ekipa z Lozanny broniła także tytułów na arenie europejskiej. Tanner przegrał 6:7 półfinał z późniejszymi złotymi medalistami Szkotami (Mike Hay), zdołał jednak wywalczyć jeszcze brąz w meczu przeciwko Danii (Frants Gufler).
Ostatni raz Tanner reprezentował Szwajcarię na dwóch turniejach w sezonie 1985/1986. Jego ekipa zarówno na ME 1985 jak i MŚ 1986 uplasowała się na 5. miejscu. 

## Drużyna
|           | Czwarty     | Trzeci                | Drugi             | Otwierający      |
| --------- | ----------- | --------------------- | ----------------- | ---------------- |
| 1985/1986 | Jürg Tanner | Patrick Hürlimann     | Patrik Lörtscher  | Mario Gross      |
| 1980/1983 | Jürg Tanner | Jürg Hornisberger     | Patrik Lörtscher  | Franz Tanner     |
| 1978/1980 | Jürg Tanner | Jürg Hornisberger     | Franz Tanner      | Patrik Lörtscher |
| 1976/1977 | Jürg Tanner | Jean Pierre Morisetti | Jürg Hornisberger | Patrik Lörtscher |